# Зонненберг, Свен
Свен Зонненберг (нем. Sven Sonnenberg; род. 19 января 1999, Берлин) — немецкий футболист, защитник клуба «Саарбрюккен».

## Клубная карьера
Зонненберг — воспитанник клубов «Грюн-Вейб Гросберен», «Кобленц» и «Кёльн». В 2018 году Свен для получения игровой практики начал выступать за дублирующий состав последних. Летом 2019 года Зонненберг перешёл в «Ганзу». 3 августа в матче против «Унтерхахинга» он дебютировал в Третьей лиге Германии. 3 ноября в поединке против «Карл Цейсса» Свен забил свой первый гол за «Ганзу». Летом 2021 года Зонненберг перешёл в нидерландский «Хераклес». 16 октября в матче против «Гоу Эхед Иглз» он дебютировал в Эредивизи.
2 июля 2024 года перешёл в «Саарбрюккен», подписав двухлетний контракт до середины 2026 года. 2 августа дебютировал за клуб в гостевом матче третьей лиги Германии против «Мюнхена 1860». 14 сентября забил дебютный гол в домашнем матче с «Унтерхахингом».

## Международная карьера
В 2016 году в составе юношеской сборной Германии Зонненберг принял участие в юношеском чемпионате Европы в Азербайджане. На турнире он сыграл в матчах против команд Австрии и Бельгии.

## Достижения
«Хераклес»
- Победитель Первого дивизиона Нидерландов: 2022/23[нидерл.]